# Homaspis alpigena
Homaspis alpigena är en stekelart som först beskrevs av Gabriel Strobl 1903.  Homaspis alpigena ingår i släktet Homaspis och familjen brokparasitsteklar. Inga underarter finns listade i Catalogue of Life.